# Waru (Kebakkramat)
Waru is een bestuurslaag in het regentschap Karanganyar van de provincie Midden-Java, Indonesië. Waru telt 5952 inwoners (volkstelling 2010).